# التجنيد الإجباري في بغداد أواخر الحكم العثماني
الخدمة العسكرية الإلزامية في بغداد أواخر الحكم العثماني  وتعرف بالخدمة الإجبارية أو التجنيد الإجباري، حاولت الدولة العثمانية خلال فترة حكمها المباشر (1831-1917م) أن تفرض الخدمة العسكرية الإجبارية على الولايات التابعة لحكمها، وكانت طريقة جمع الجند هي طريقة التجنيد الإجباري، ورمي (القرعة) بين اللائقين لخدمة العلم، اما العشائر فكان المكلف يدفع (البدل) فيعفى منها. وكانت تشكيلات الجيش تتألف من (النظام) أي الجيش النظامي، و(الرديف) أي الاحتياط الأول، و(المستحفظ) أي الاحتياط الثاني، وكانت متقنة وملائمة بوجه عام. وكان تطبيق قانون التجنيد الإجباري الذي يلزم جميع رعايا الدولة العثمانية بالخدمة في  الجيش العثماني وإستثنى غير المسلمين والبدو الذين يعيشون في بيوت الشعر. كما وقد منحت الدولة العثمانية أراضي زراعية لبعض الأسر المقربة لغرض توفير العيش لهم بدل الإنفاق عليهم من خزينة الدولة ومقابل ذلك يؤدون الخدمة العسكرية حين يُدعون إليها.
وكانت محاولة مدحت باشا (1869-1872م) ألتي تُعد الأولى من نوعها في فرض قانون التجنيد الإجباري على أبناء العراق على الرغم من محاولة سبقتها بعقد من الزمن قام بها الوالي عمر باشا (1857-1859م) في إصدار قانون الخدمة العسكرية الإجبارية على السكان إلا إنهم لم يستجيبوا لهذا القانون وفروا إلى الأهوار والصحاري حيث رفضت العشائر تقديم أبنائها إلى الحكومة. وكذلك تبعهم الوالي تقي الدين باشا وفى سنة (1886م) من ولايته الثانية على بغداد شرع نظام الخدمة العسكرية الإجبارية، وقصر تطبيقه على المسلمين.

## الجيش النظامي
اما الجيش النظامي والمسمى الجيش السادس ومقره ببغداد فكان مستقلاً بذاته وكان له قائد برتبة (مشير) وأركان حرب وقُواد لوحداته المختلفة وعدد كبير من الضباط والمراتب والجنود حيث كان يتألف من فرقة مشاة وفرقة خيالة وتشكيلة من المدفعية وكان موقعه يتغير طبقاً للمتطلبات العسكرية (المشاكل العشائرية)،
وكان عدد افراده عندما تولى مدحت باشا الحكم في العراق(7 الاف) جندي ثم ارتفع إلى (12الف) جندي، يذكر ان تسليح هذا الجيش يعتمد على السيف والمدافع والبنادق المسماة(شيشخانلي تفنك) وأضيف لها طراز قديم من البنادق يعرف بـ(القباقلي).
وكان مقر الجيش السادس في بغداد، وقد لعب هذا الجيش دوراً في السيطرة النسبية على بؤر الإنفلات الأمني التي كانت سائدة في الولايات الإدارية الثلاث (بغداد، البصرة، الموصل)، حيث كانت مهمته القضاء على الإنتفاضات العشائرية ولاسيما العراقية.

## بداية التجنيد وموقف العشائر
استخدم العثمانيون القوة العسكرية دائماً في فرض أي قانون، ولحظة ما أعلن خبر التجنيد الإجباري في بغداد، وإستعداد الوالي السردار الأكرم عمر باشا (1857-1859م) والذي جاء إلى بغداد خصيصاً لفرض التجنيد الإجباري على السكان أو ما كان يعرف باسم (عسكر نظام)، اذ اراد ان يتسرع بتنفيذه في منطقة بغداد اولاً وان نجح سعى إلى تنفيذه في المناطق الأخرى.على الرغم من ترحيب بغداد وباستمالة أعيانها حيث وزع عليهم مبالغ كبيرة بلغت ثلاثة وستين ألف قرش للموافقة على قرار التجنيد، فرحب أهل بغداد بفرمان التجنيد واظهروا له الطاعة ثم صاروا يأتون بأولادهم فيدخلوهم سلك التجنيد، ففرح عمر باشا وخيل إليه ان أهل العراق جميعاً سيفعلون مثلما فعل أهل بغداد. غير انه لم يكد يشرع بفرض التجنيد على العشائر والمدن خارج بغداد حتى أخذت الفوضى تعم البلاد وإنتشر التمرد في كل مكان، إلا أن الرفض الذي تمسكت به العشائر العراقية لتطبيق القانون عليها وخاصة العشائر في ديالى وكربلاء والنجف وكذلك عشائر الديوانية، حيث رفضت هذه العشائر تجنيد أبنائها فمثلاً عشائر ديالى تركت مزارعها وهربت من وجه الحكومة وأعلنت التمرد على الحكومة،
كما رفض أهالي الحلة تقديم الجند أو دفع البدل عنهم وإحتجوا على الحكومة وقاموا بمظاهرات عدائية ضد الحكومة.
ويذكر ان الوالي عمر باشا طلب من عشائر الهندية تقديم (90 مجنداً) وعشائر الشامية والديوانية تقديم (180مجنداً) فأمتنعت كلها، وأخذت تغير على المراكز الحكومية وتنهب القوافل والمسافرين في الطرق العامة، ونتيجة النفور العام من التجنيد الإجباري قرر الوالي عمر باشا ترك هذا الموضوع، وأعلن العفو العام عن جميع العشائر فأستتب الأمن والنظام. بعد إدراكه ان المجتمع العراقي آنذاك، رفض تجنيد أفراده لخدمة السياسة. وفي الخامس والعشرين من أيلول عام(1859م) غادر عمر باشا بغداد معزولاً وحين شاع خبر عزله عمَّ الفرح أنحاء العراق ولا سيما الفرات الأوسط وعد يوم عزله عيداً.

## العهد الحميدي (1876-1909م)
أما المرحلة الثانية من التجنيد الإجباري فكانت في عهد السلطان عبد الحميد الثاني (1876-1909م) الذي يعرف بالعهد الحميدي، حيث أصبح المواطن البغدادي خاضعاً للخدمة العسكرية كباقي رعايا الدولة العثمانية، وشمل السلطان عبد الحميد في خطابه بتاريخ (1294ه‍/1877م) الفئات الغير مسلمة كذلك على اعتبار ان القانون الأساسي ساوى بين جميع رعايا الدولة العثمانية. فعلى الرجل ان يخضع للخدمة العسكرية بعد بلوغة سن الثامنة عشر وكانت مدة الخدمة للمتطوع (27 سنة) مع الاحتياط ومن أجل القضاء على الرشوة والفساد في عملية إجراء القرعة فقد شكلت (لجنة تجنيد) تتألف من عدد من الضباط إضافة إلى رئيس اللجنة أو الوحدة الإدارية والمفتي العام والحاكم ورجال الدين ويتولى رئاسة هذه اللجنة ضابط برتبة (مقدم) وفي حالة عدم وجوده يعين شخص مناسب محله.
وعلى ما يبدو ان السلطان عبد الحميد حاول تطوير الجيش العثماني مستفيداً من الإصلاحات التي أحدثها سابقوه فقام بإنشاء عدد غير قليل من المعسكرات في مناطق مختلفة من العراق، وأخذت القوات العثمانية تستعمل التلغراف، كما أستعملت الزوارق البخارية في القوات البحرية.
كما أن المدارس العسكرية التي ترفد الجيش بالضباط أخذت بالتطور والازدياد حيث أعد الجنرال الألماني (فون دركولج) تقريراً يشرح فيه خطةً لتطوير الجيش العثماني في المدارس العسكرية، حيث كان النظام في هذه المدارس صارماً والمراقبة شديدة تجري بدقة وإنتظام والإمتحانات شفهية وتحريرية تقوم بها لجان متخصصة وقد بلغ عدد العراقيين المنتمين إلى المدارس العسكرية في سنة 1899 (761 طالبا).

## مدحت باشا
لقد جاء تطبيق قانون التجنيد الإجباري بمرحلته الأولى بصورة جدية حينما تسلم الحكم في بغداد الوالي مدحت باشا (1869-1872م) وكان صدور هذا القانون للأسباب الاتية:-
1. ضرورة توفير جيش لإسناد الحكومة العثمانية في فرض الإصلاحات.[13]
2. لاحظ مدحت باشا ان اغلب جنود الجيش العثماني ليسوا من العراقيين وأن اغلبهم يودون الرجوع إلى أوطانهم.
3. بصدور قانون التجنيد سوف يوفر الأمن والإستقرار للعراقيين والحفاظ على الحدود العراقية من عمليات السلب والنهب والقتل.

ومن الجدير بالذكر أنه تم تطبيق قانون التجنيد الإجباري في ولاية بغداد اولاً ثم في العراق كافة مثل السليمانية والموصل وكركوك والبصرة ولم يشمل هذا القانون ولاية المنتفق، والدليم، والعمارة والتي كانت أكثرية سكانها من البدو الرُحَّل.
وقد استعمل نظام القرعة للمشمولين بالتجنيد البالغة أعمارهم (20) سنة حيث يؤخذ من كل ثلاثة عشر شخص شخص واحد سنوياً، وقد شكلت لجان للتجنيد يرأسها ضباط من الجيش العثماني يساعدهم مختارو المحلات لدعوة المكلفين بالخدمة العسكرية، وعلى ما يبدو ان نظام القرعة كان ذا نتائج إيجابية حيث طبق في النجف وطبق أيضاً في لواء الحلة فقسم اللواء إلى سبع محلات من أجل السيطرة عليها.

## الغير مشمولين بالتجنيد
وتجدر الإشارة إلى ان الحكومة العثمانية وضعت شروطاً لغير المشمولين بالتجنيد الإجباري وهم:-
1. أبناء العشائر العربية والبدو الرحل وأبناء العشائر الكردية إذ استعاضت بالبدل النقدي عن الأشخاص المكلفين بالتجنيد الإجباري أو ضريبة الإعفاء من الخدمة العسكرية ((بدل عسكري))وتبلغ قيمة البدل (40 قرشاً ذهبياً، أي حوالي (7 شلنات إنكليزية) سنويًا.[16]
2. رجال الدين المسلمون والعلماء والشيوخ وطلبة المدارس الدينية والإعدادية والمعلمون وأئمة الجوامع.
3. غير المسلمين أمثال القساوسة، والرهبان، والحاخامات، وطلبة المدارس المسيحية واليهودية.
4. المُعيل (وحيد أسرته).
5. ويعفى من الخدمة العسكرية لاسباب صحية المصابون بالامراض المزمنة والمعوقون والتي استغلت في بعض الاحيان للتهرب من الخدمة العسكرية.[17]

## سن التجنيد
وكان سن التجنيد يتراوح بين (19-20 سنة)، إذ كانت الخدمة في الجيش العثماني مقسمة إلى:-
1. الخدمة النظامية وهي إجبارية ومدتها أربع سنوات ثم قلصت إلى ثلاث سنوات.
2. الخدمة الإحتياطية ومدتها سنتان ثم أصبحت خمس سنوات.
3. الخدمة الرديفية ومدتها ست سنوات ثم أصبحت إثنتي عشر سنة، تعقبها المستحفظة وهي مكملة لها ومدتها ثمان سنوات لكنها قلصت إلى خمس سنوات.[18]

ومما تجدر الإشارة اليه ان مدحت باشا حدد مدة تدريب الرديف (الجندي الاحتياط) بين (الخامس من آذار إلى الخامس عشر من نيسان) حتى لا يتعارض مع أوقات عمل المزارعين.

## تأهيل المجندين
ومن أجل دعم مشروع التجنيد الإجباري في العراق فقد قام مدحت باشا بتهيئة العديد من المستلزمات المادية والعسكرية، وذلك بإنشاء العديد من المعامل والمصانع العسكرية لإنجاح عملية التجنيد الإجباري ومن هذه المشاريع:-
1. توسيع معمل النسيج في بغداد العباخانة إذ خصص مدحت باشا مبالغ ضخمة لجلب مكائن حديثة تبلغ قوتها (50 حصانا) لصناعة الاقمشة العسكرية.
2. إنشاء مدرسة الصنائع للصناع.
3. إنشاء مطبعة لطبع الجرائد ومنشورات الجيش والأوامر العسكرية وغيرها.
4. إنشاء دار (الحدادة) للإستفادة منها في تنظيف وإصلاح السلاح.
5. إنشاء معمل للخبز لتجهيز الجنود والوحدات العسكرية.
6. إجراء بعض المناورات العسكرية للحفاظ على نشاط القوات العسكرية.
7. إنشاء العديد من المعسكرات (الثكنات العسكرية) ومنها على سبيل المثال (القشلة) التي تقع في بغداد –باب المعظم– والتي لا تزال معالمها قائمة إلى الوقت الحاضر من أجل تهيئة الأماكن المناسبة لتدريب الجنود.

## مدارس عسكرية
1. أسس أول مدرسة متوسطة عسكرية في بغداد عام (1870) لتخريج الكادر المهني (من المراتب) للجيش العثماني من أبناء الولايات الثلاث لإرساء اللبنات الأولى لتكوين الجيش في العراق، ثم أصبح عددها قبل الحرب العالمية الأولى عام (1914) ثلاث متوسطات إثنتان منها في بغداد والثالثة في مدينة السليمانية وكان يطلق عليها اسم المدارس الرشيدية،[21] وكانت مدة الدراسة فيها أربع سنوات يقبل فيها خريجو المدارس الإبتدائية حيث يتلقون فيها العلوم العسكرية التي تؤهلهم للإنتساب إلى الإعدادية العسكرية.
2. الإعدادية العسكرية وهي كانت الإعدادية العسكرية الوحيدة وموجودة في بغداد.
3. مدرسة أخرى في بغداد لتدريب وتخريج نواب الضباط لمختلف الصنوف.

ويعد بذلك مدحت باشا أول من وضع صرح النظام التعليمي الحكومي في العراق وتطبيق السياسة التعليمية في العراق ولم يتجاوز مدحت باشا في المدارس العسكرية الأعراف والتقاليد العثمانية من حيث التعليم الداخلي والمجاني وباللغة التركية، وقد شجعت الحكومة العثمانية أبناء شيوخ العشائر على الانخراط في المدارس العسكرية، وذلك لترسيخ الوجود العثماني، لان ذلك الجيش سيكون أداة من أدوات الحكم العثماني ولتخريج أكبر عدد من الضباط وبأسرع وقت ممكن، حيث قدر لخريجي هذه المدارس أن يلعبوا دوراً بارزاً في تاريخ العراق الحديث.
ويمكن القول أن أثر التجنيد الإجباري كان واضحاً في تضاعف أفراد الجيش العثماني إذ أصبح مكوناً من (16) كتيبة مشاة وكتيبة من الخيالة وكتيبة من المدفعية.

## رفض التجنيد زمن مدحت باشا
كما ذكرنا آنفاً بان مدحت باشا عين والياً على بغداد، وقد وصلها في يوم (30 نيسان من سنة 1869م).وقد دامت ولايته عليها زهاء الثلاث سنوات حيث غادر مدحت باشا بغداد في يوم (27 أيار من عام 1872 م). وقد بدأ مدحت باشا عهده بالتقصي عن الموظفين المعروفين بالرشوة وعزلهم وفي أيلول من نفس السنة نشبت ثورة شعبية كبرى وكان السبب المباشر لها هو فرض مدحت التجنيد الإجباري على سكان بغداد.

### أهالي بغداد
أما عملية فرض التجنيد الإجباري في عهد الوالي مدحت باشا فقد جوبهت بحركة تمرد في بغداد في (28 آب 1869 م) في محلات قنبر علي وباب الشيخ ومحلة الفضل حيث رفض (300) مكلف الذين أصابتهم القرعة الإنصياع عندما استدعوا إلى الخدمة العسكرية فأرسل الوالي مدحت باشا جيشاً للقضاء على هذا الاضطراب، وتمكن من إنهاءه بعد ان أدرك الأهالي خطورة الموقف فتفرقوا قبل أن يطلق عليهم الجنود طلقة واحدة وتم دعوة (300) مكلف الذين أصابتهم القرعة فقبلوا طائعين.

### عشائر الفرات الأوسط
وبعد سريان قانون التجنيد الإجباري على جميع العراق حدثت ثورة في منطقة الفرات الأوسط بالتحديد في منطقة الديوانية والحلة، وكان السبب الرئيسي لقيامها هي الضرائب الفاحشة وقانون التجنيد الإجباري، وعرفت هذه الثورة بقضية (الدغارة) أو (ذبحة المتصرف) وقد استمرت هذه الثورة مدة شهرين وقعت أثنائها صدامات عدة بين العشائر والجيش العثماني وذهب نتيجتها المئات من القتلى من الطرفين، وتمكنت القوات العثمانية من إخمادها بالقوة.

### عشائر الجنوب
وعلى ما يبدو ان معارضة التجنيد الإجباري إنتقلت من الفرات الأوسط إلى جنوبه في منطقة البصرة حيث عارضت العشائر تطبيق قانون التجنيد الإجباري وأعلنت التمرد على الحكومة العثمانية، مما دعا مدحت باشا إلى إصدار قانون خاص لرجال العشائر الرحل وكلفهم بتقديم خيالة غير نظامية أو دفع البدل النقدي.

### عشائر الكرد
أما بالنسبة إلى المواطنين الساكنين شمال العراق ومنهم العشائر الكردية فقد كانت في حالة تمرد دائم ضد السلطة العثمانية حيث تمتنع عن دفع الضرائب أو التهرب من التجنيد وعلى سبيل المثال قامت قبيلة الهماوند بالهروب من الخدمة العسكرية عندما دعوا إليها.

### الأقليات الدينية
وطبق قانون التجنيد الإجباري على الأقليات الدينية ولكن كان الرفض والتهرب منه بحجج وذرائع وصور مختلفة.
- فالخدمة العسكرية الإجبارية شملت اليهود والمسيحيين وهي واجبة عليهم باعتبارهم من أفراد الدولة العثمانية إلا انهم تملصوا من التجنيد واكتفوا بدفع البدل، وكانت الكنائس المسيحية تثير الكثير من الأزمات كلما أرادت الحكومة العثمانية تجنيد المسيحيين.
- وقوف الحكومة الفارسية بالمرصاد لعمليات التجنيد في العراق، حيث لم ينج من بلاء التجنيد سوى الذين يحملون (رعويات) أجنبية. وكان الكثير من سكان العتبات المقدسة يحملون الرعوية الإيرانية وبذلك نجوا من التجنيد الإجباري.[24]
- كانت الطائفة اليزيدية رافضة لقانون التجنيد الإجباري بحجة ان ذلك يتعارض مع طقوسها الدينية، ومع ذلك إستطاع الوالي مدحت باشا فرض القانون عليهم من خلال سوق حملة عسكرية عليهم، إلا ان اليزيدية قاموا سنة (1872م) بتقديم عريضة يطلبون فيها إستثنائهم من التجنيد بحجة انه يمنعهم من اداء الواجبات التي تفرضها عليهم ديانتهم كزيارة (طاووس ملك) الذي يمثل الشيطان في زعمهم ثلاث مرات كل سنة وزيارة مرقد الشيخ عدي بن مسافر مرة واحدة، وإحتفاظ كل فرد منهم بجيبه بشيء من تربة الشيخ يأكل قليلا منه كل صباح، فكان لتلك العريضة أثرها في المسؤولين فوافقت الحكومة على إستثناء اليزيدية من التجنيد وجعلتهم كاليهود والمسيحيين يدفعون البدل النقدي عوضاً عنه.

## العهد الاتحادي (1908-1918م)
ازداد الاعتقاد بتطبيق نظام التجنيد الإجباري، حينما صدر قانون جديد سنة (1909م) للخدمة العسكرية أصبحت بموجبه الخدمة الإجبارية على المسلمين وغير المسلمين ممن بلغ الحادية والعشرين من العمر، واصبح مجموع سنوات الخدمة العسكرية، (25 سنة) وكالآتي: (3 سنوات) نظامية و(5 سنوات) إحتياطية و(12 سنة) رديفية و(5 سنوات) مستحفظة هذا في القوات البرية، أما القوات البحرية فقد حددت مدة الخدمة فيها (20 سنة). ثم قبيل الحرب العالمية الأولى صدر قانون جديد للتجنيد خفض بموجبه سن الدعوة للتجنيد إلى(18 سنة)، وقد أبعد عن الجندية البدو الرحل والأكراد، وإستمر قبول دفع البدل النقدي من غير المسلمين.
وكانت الرتب العسكرية لضباط الجيش، هي: ملازم ثان، ملازم أول، يوزباشي (نقيب)، صاغ باشي (رائد)، بين باشي (مقدم)، مير ألآي (عميد)، لواء، فريق، فريق أول، مشير.
أما رتب الجنود فهي جندي مكلف (جندرمه نفر)، جندي متطوع (كوننلي)، جندي أول متطوع (أونباشي)، عريف متطوع (جاووش) رئيس عرفاء متطوع (باشي جاووش)، ويتقاضى ضباط الجيش إلى جانب رواتبهم مساعدات عينية تسمى (معيشية) أو مبالغ كتعويض عن المساعدة العينية وتسمى (تعيينات) وكثيراً ما تتأخر رواتبهم وتُصرف لهم رواتبهم غالباً على شكل سندات لصرفها من رجال البنوك أو الصيارفة، ولكنهم يتسلمون أقل من قيمتها الفعلية بكثير، أما رواتب الجنود فهم لا يتقاضون شيئاً منها في الواقع حتى نهاية خدمتهم، ولكنهم يتسلمونها على شكل سندات لا يمكن صرفها إلا لدفع الضرائب.
وعلى ما يبدو ان فكرة التجنيد كانت غير مرغوب بها من قبل العراقيين إذ لحظة ما أعلن النفير العام بعد دخول تركيا الحرب العالمية الأولى 1914م، ازداد الهروب من الخدمة العسكرية. وبالرغم من ذلك فقد كان العراق يزود الجيش العثماني بالضباط من ذوي المستوى الرفيع.

## أسباب رفض التجنيد الإلزامي
ومن خلال ذلك نتبين ان قانون التجنيد الإجباري أثار كره العراقيين له، ويرجع ذلك للاسباب التالية:-
- حادثة سفر برلك  مثال لايزال عالق بأذهان البغداديين ويحتفظ موروثهم الشعبي بميراث طويل من آلآم ومآسي لما حصل لآبائهم ويتناقلوه من جيل إلى جيل عن فناء شباب بغداد ومعاناة أهاليهم نتيجة التجنيد الإجباري العثماني في تلك الحقبة.
- ان صورة التجنيد الإجباري في العهد العثماني تقترن بمعاني الإبتزاز والسخرة والمداهمة والاعتقال.[28]
- سوق المجندين العراقيين إلى أصقاع بعيدة مثل بلاد القفقاس ونجد، حيث تنقطع صلتهم بعوائلهم وقد لايعود المجند أبداً إلى أهله،[29]

وما حصل للمجندين البغداديين في حادثة (سفر برلك) إلا مثال لهذا التجنيد الإجباري.
- عدم فهم الإدارة العثمانية لطبيعة المجتمع العراقي، والذي يشكل أبناء القبائل غالبيته العظمى، وكان هؤلاء يشعرون بمسؤليتهم الدفاعية تجاه قبيلتهم ويدينون بالولاء لها، ولذا فانهم لم يعتادوا على العيش في معسكرات أشبه بالسجون ويلبسون ملابس عسكرية لم يعتادوا عليها، ويأتمروا ضباط لا يفهمون لغتهم بالإضافة إلى ان مدة التجنيد تصل من (4- 12 سنة) وهي مدة طويلة جداً مما تؤدي إلى التهرب من الجندية.[30]
- عدم دفع الرواتب للجنود.
- عدم الاهتمام بالجند وشؤونه الادارية كالترقية والاجازات والطبابة وغيرها.

ان الشعب العراقي من اشد الشعوب بغضا للتجنيد الإجباري، لانهم اعتادوا على معاداة الحكومة العثمانية المسيطرة على مقاليد شؤون العراق ويعتبرون التجنيد الإجباري كالضريبة يجب التهرب منها بكل وسيلة تقع في أيديهم، فهو يثير الحنق والامتعاض أكثر مما تثيره المؤسسات العثمانية الأخرى.